# Băng tần X
Băng tần X là một đoạn tần số thuộc vùng vi sóng trong phổ điện từ. Trong một số trường hợp, chẳng hạn như kỹ thuật truyền thông, dải tần số băng X từ 7 tới 11,2 gigahertz (GHz). Trong kỹ thuật radar, dải tần số băng X được quy định bởi IEEE từ 8 tới 12 GHz.
Thuật ngữ Băng tần X cũng được dùng chính thức và không chính xác để nói đến băng tần phát thanh AM mở rộng, chữ "X" có nghĩa là "mở rộng".

## Thông tin vệ tinh
Với vệ tinh thông tin quân sự, Liên minh Viễn thông Quốc tế (ITU) chỉ định băng tần đường lên băng X (phát tín hiệu điều chế) từ 7,9 tới 8,4 GHZ. Băng tần đường xuống theo ITU là 7,25 tới 7,75 GHz. Quân đội Mỹ dùng tất cả tần số trong phổ tần này; tuy nhiên, họ lựa chọn tín hiệu trên các tần số thông suốt phổ tần này. Tần số bộ dao động cục bộ thông thường của một bộ đổi tần tạp âm thấp băng X là 6300 MHz. Cả hai băng tần đều rộng 500 MHz.
Trong kỹ thuật, cặp băng tần này thường được gọi là hệ thống vệ tinh thông tin băng X 8/7 GHz

## Radar
Băng X được sử dụng trong các ứng dụng radar gồm sóng liên tục, xung, phân cực đơn, phân cực kép, radar khẩu độ tổng hợp và radar mảng pha. Các băng tần phụ radar băng X được dùng trong các tổ chức dân sự, quân sự, chính phủ để theo dõi thời tiết, kiểm soát không lưu, kiểm soát giao thông hàng hải, radar bám mục tiêu cho quốc phòng và đo tốc độ phương tiện cho cảnh sát.
Băng X thường được dùng trong các radar hiện đại. Các bước sóng ngắn hơn của băng X cho phép hình ảnh có độ phân giải cao hơn khi chụp từ các radar hình ảnh độ phân giải cao để xác định và phân loại mục tiêu.

## Thông tin mặt đất và mạng mặt đất
Ở Ireland, Libya, Ả Rập Saudi và Canada băng X ở dải 10,15 tới 10,7 được dùng hệ thống băng rộng mặt đất.

## Vô tuyến nghiệp dư
Các quy định vô tuyến của Liên minh Viễn thông Quốc tế cho phép các hoạt động vô tuyến nghiệp dư hoạt động ở dải tần 10 tới 10,5 GHz,  và vệ tinh nghiệp dư được dùng dải tần số 10,450 GHz tới 10,5 GHz, còn gọi là băng 3 cm. AMSAT gọi băng tần này là băng X.

## Các băng tần sóng cực ngắn khác
Phổ sóng cực ngắn thường được định nghĩa là phổ điện từ trong dải tần số 1.0 GHz đến 30 GHz, nhưng một số định nghĩa cũ hơn tính cả các tần số thấp hơn. Hầu hết các ứng dụng phổ biến trong dải tần 1,0 đến 30 GHz. Các băng tần số sóng cực ngắn, được định nghĩa bởi Hiệp hội Vô tuyến Anh (RSGB), được thể hiện trong bảng dưới đây. Chú ý là các tần số trên 30 GHz thường được gọi là "sóng mm". Tần số 30 GHz tương ứng với bước sóng 10 mm, hay 1 cm.
| Băng tần L  | 1 tới 2 GHz     |
| Băng tần S  | 2 tới 4 GHz     |
| Băng tần C  | 4 tới 8 GHz     |
| Băng tần X  | 8 tới 12 GHz    |
| Băng tần Ku | 12 tới 18 GHz   |
| Băng tần K  | 18 tới 26,5 GHz |
| Băng tần Ka | 26,5 tới 40 GHz |
| Băng tần Q  | 30 tới 50 GHz   |
| Băng tần U  | 40 tới 60 GHz   |
| Băng tần V  | 50 tới 75 GHz   |
| Băng tần E  | 60 tới 90 GHz   |
| Băng tần W  | 75 tới 110 GHz  |
| Băng tần F  | 90 tới 140 GHz  |
| Băng tần D  | 110 tới 170 GHz |

Chú thích: "Băng tần P " đôi khi được dùng không chính xác cho băng tần Ku. "P" có nghĩa là "previous" (trước) là băng tần radar dùng ở Anh có dải tần 250 đến 500 MHz, hiện nay băng tần hoàn toàn lỗi thời theo tiêu chuẩn 521 của IEEE, xem  và  Lưu trữ ngày 14 tháng 7 năm 2014 tại Wayback Machine. Đối với các định nghĩa khác, xem Letter Designations of Microwave Bands